# Облога Таганрога
Облога Таганрога — серія облог Таганрога британцями і французами, під час Кримської війни, з метою отримати доступ до Ростова-на- Дону.

## Передісторія
Навесні 1855, оскільки Кримська війна тягнулася вже третій рік, британці та французи вирішили почати операцію в Азовському морі. Вони вважали, що вона дозволить їм ізолювати Крим від Росії і перешкоджати постачанню озброєння і продовольства. Для цього вони захопили Керченську протоку.
Оскільки британсько-французькі сили прибули, щоб взяти участь в розвитку Азовської кампанії, вони почали дивитися на Таганрог, як на потенційну мету для вторгнення. Таганрог перебуває на смузі землі, висунутої в Азовське море, і був для британців і французів чудовим плацдармом для наступу на Ростов-на-Дону. Своєю чергою, взяття Ростова-на-Дону повинно було відрізати від Росії її війська на Кавказі.
Британці і французи підготували 16 000 наземних військ і приблизно сорок невеликих військових кораблів для Таганрозької операції. Тим часом, генерал-губернатор Таганрога, Микола Володимирович Адлерберг залишив свою посаду і передає її  Єгору Петровичу Толстому. У квітні 1854, Толстой прийняв командування в Таганрозі, разом з ним командував отаман Іван Краснов (він командував донськими козаками). Гарнізон налічував 2 полки донських козаків, 630 осіб місцевого гарнізону та 250 добровольців. У Таганрозі практично не було сучасних укріплень і артилерії.

## Облога Таганрога

### Перша фаза

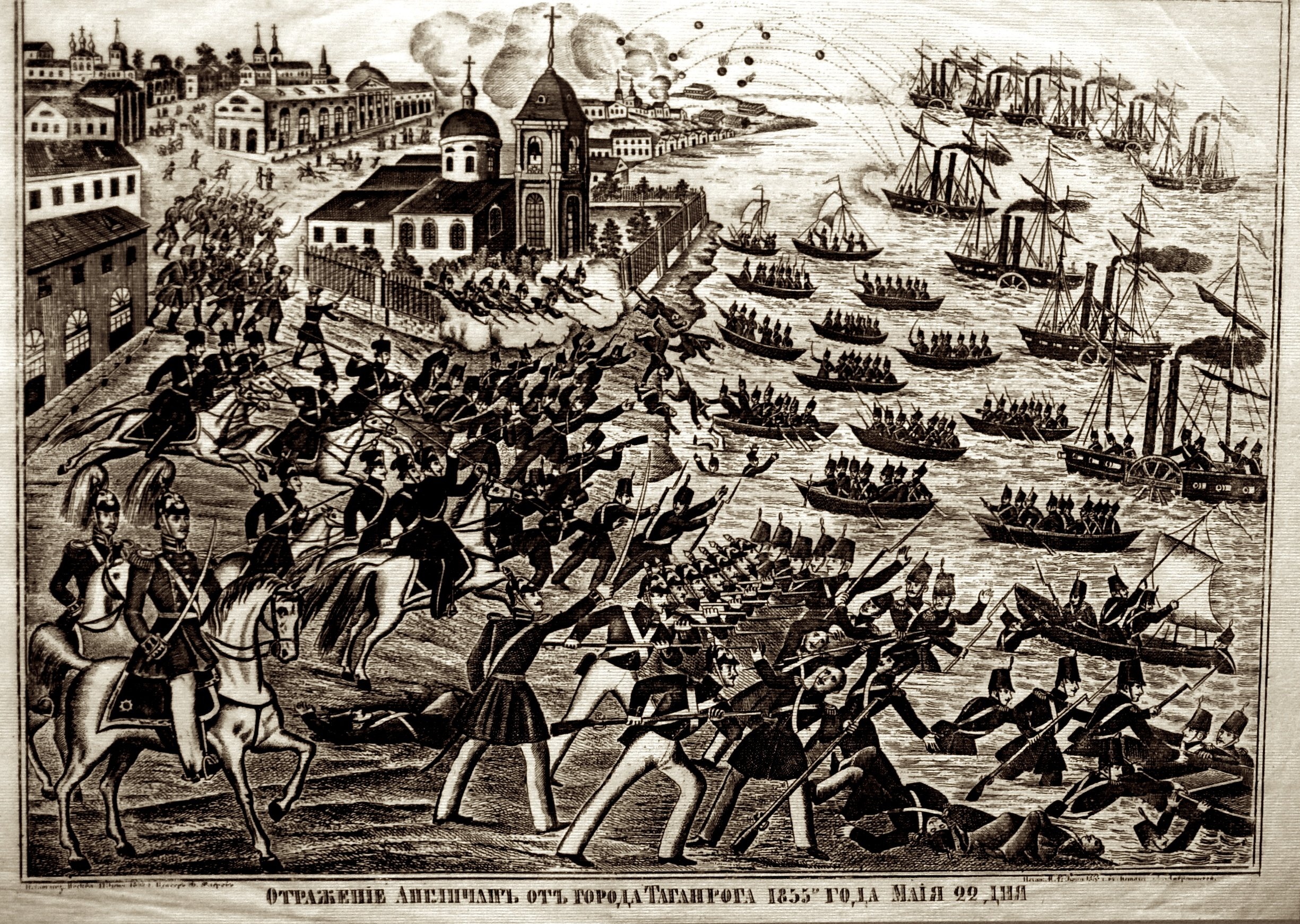
Російська гравюра, що зображує першу спробу облоги

12 травня 1855 британці та французи почали операцію в Азовському морі. Вони висадили війська з обох сторін Керченської протоки, і швидко захопили Керч і Єні-Кале. Після цих дій військово-морські сили зруйнували російську прибережну батарею в затоці Камишева і увійшли в Азовське море.
22 травня британо-французький ескадрон, який складався з 17 збройних парових човнів та 20 канонерських човнів, з'явився під Таганрогом. Командувачі експедиції передали місту ультиматум, з вимогою здати місто. Човен з французькими послами був зустрінутий чиновником Толстого. Через годину посланці повернулися з відмовою. Британсько-французький флот почав бомбардування Таганрога, яке тривало шість з половиною годин. За ним проведене висадження десанту в центрі Таганрога. Однак, союзники були відкинуті назад козаками і добровольчим корпусом. Бачачи, що місто неможливо взяти з ходу, флот відступив.

### Друга фаза

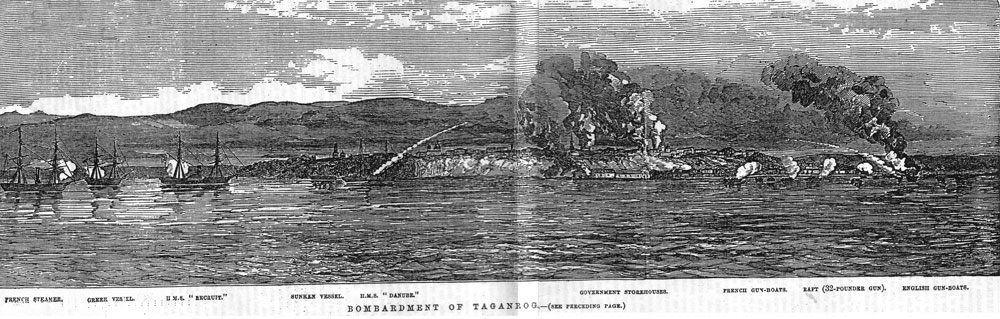
Бомбардування Таганрога під час третьої фази облоги

Після першої фази облоги Таганрога росіяни розгорнули ще чотирнадцять полків Донських козаків близько Азовського моря, щоб захистити прибережні міста. Ці сили прибули в той час, коли британці та французи почали планувати другу спробу досягнення Ростова-на-Дону. На початку місяця, флот союзників військових кораблів знову рушив до Таганрога, намагаючись пробитися до Дону. 7 липня флот знову почав бомбардувати Таганрог.
Через кілька днів флот відступив у море, але продовжував бомбардувати Таганрог протягом декількох тижнів. У цей час, союзницький флот отримав незначну невдачу після того, як місцеві рибалки перемістили бакени, якими відзначали глибину. У результаті, на мілину напоровся один з британських кораблів. До кінця липня британсько-французький флот пішов із Таганрозької області Азовського моря.

### Третя фаза
Третя спроба облоги була розпочата 19 серпня. Однак час, що минув від першої фази облоги, дозволив російським створити численні укріплення і ввести підкріплення. У результаті, місто перетворилося на справжню цитадель. Об'єднаний британсько-французький флот спробував наблизитися до міста, але був зустрінутий вогнем гармат і не міг почати сухопутну операцію проти міста. 31 серпня союзники відступили востаннє.
Після відступу з Таганрозької затоки британці та французи продовжували незначні військові операції поблизу Таганрога, але ці атаки виявилися простою витратою ресурсів.

## Наслідки
Кримська війна коштувала Таганрогу більше ніж один мільйон рублів. Великих збитків зазнали місцевій інфраструктурі. Двадцять особняків були повністю зруйновані, і 74 були пошкоджені. Було втрачено ще сто вісімдесят дев'ять будинків. Як компенсація за перенесене Таганрог був на рік звільнений від сплати податків.
163 солдати з гарнізону Таганрога були нагороджені медалями та військовими нагородами.

## Галерея

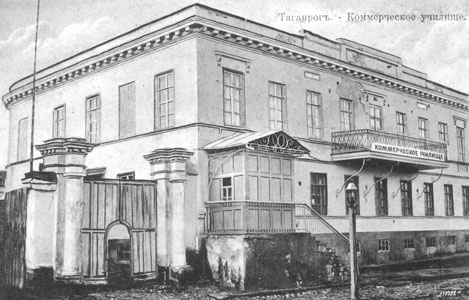
Особняк Івана Варваці, який був відомий як Будинок з Кулями. У ньому зберігалися боєприпаси.
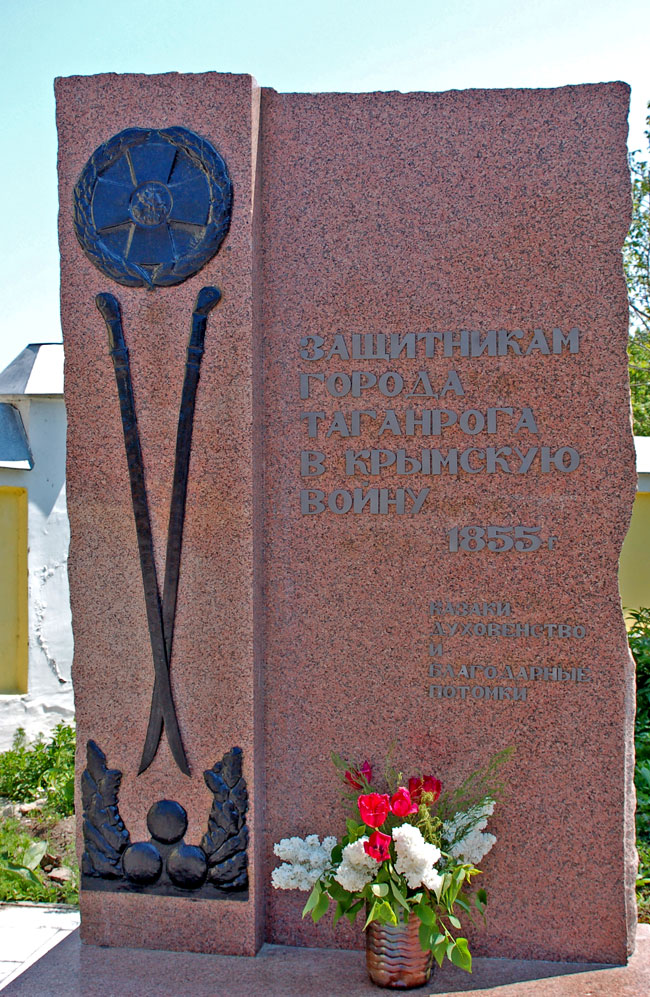
Пам'ятник захисникам Таганрога
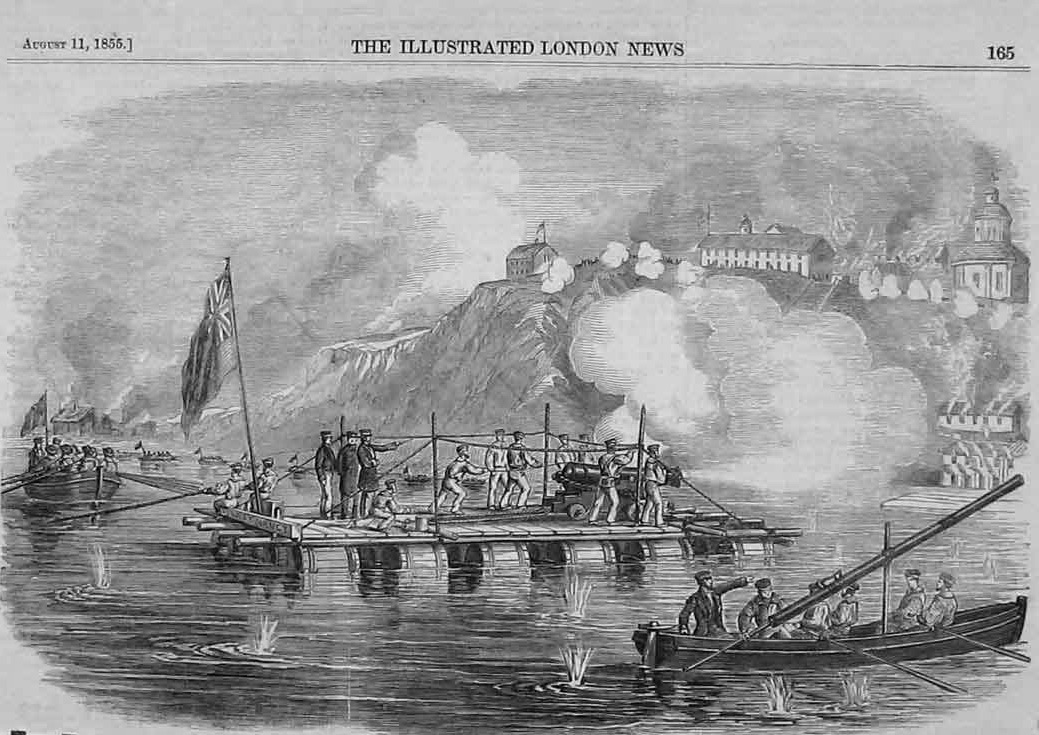
Пліт «Леді Нансі» атакує Таганрог